# 小策尔
小策尔是奥地利下奥地利州利林费尔德县的一个市镇。总面积93.02平方公里，总人口861人，人口密度9.3人/平方公里（2005年）。